# Бибино
Бибино (бел. Бібіна) — деревня в Городокском районе Витебской области Белоруссии. Входит в состав Езерищенского сельсовета. Находится в 3 верстах к северо-западу от деревни Рудня.

## Население
- 1999 год — 9 человек
- 2010 год — 2 человека
- 2019 год — 0 человек[1]